# Ойва Арвола
О́йва Вя́йне А́рвола (фін. Oiva Väinö Arvola; *1 липня 1935, Коларі — 23 січня 2021, Рованіємі) — фінський письменник, поет і педагог. Центральними темами його творів є природа і люди Лапландії.

## З життєпису
Народився в Коларі 1935 року. 
Отримав освіту вчителя державної школи в 1958 році в Кеміярві, а потім жив у Рованіємі. Як вчитель і директор школи Арвола встиг попрацювати в Іліторніо, Кіттіля, волості Рованіємі та самому Рованіємі.
Літератерну діяльність розпочав у 1970 році.
Також працював театральним і літературним критиком для часописів Kaleva та Lapin Kansa.
У 1985 році він заснував так зване королівство Кампсуерра в Ніванкіля.

## З доробку
Крім романів Ойва Арвола писав повісті, вірші, саги, оповідання та телевізійні п'єси; кілька його театральних п'єс були написані у співпраці з Йорма Ето.
У своїх новелах виступав проти людської обмеженості, тупого слідування моді.
Арвола був особливо відомий своїми сагами та «сагаїзмами», які були перекладені більш ніж 10-ма мовами і які він виконував сам — найзначнішим досягненням ж саги Kampsuherrain. У 2009 році випустив всю свою сагу як набір із 5 аудіодисків: запис містить 262 саги тривалістю 20 годин.
Бібліографія
- Helvetin 16, п'єса (1968), у співавторстві з Йорма Ето
- Hyvää iltaa – henki menee: Poromies Heikin seikkailut sota-ajassa (1970), у співавторстві з Йормою Ето
- Rakkaudesta viis eli Madame B:n asiakkaat (1970), у співавторстві з Йорма Ето
- Jietaran juustoista (1970), у співавторстві з Йорма Ето
- Saatanan seitsemäntoista: Kaamos-revyy (1972), у співавторстві з Йорма Ето
- Kesäpäivän seisaus, роман (1972)
- Vieraat ajat, роман (1973)
- Taivaan painamat, роман (1975)
- Kaamosmaa, роман (1976)
- Пташина земля (Linnustajan maa), збірка віршів (1977)
- Kampsuherrain saagat (1981)
- Talvisilmut, збірка оповідань (1983)
- Саги про чотири вітри (Neljän tuulen saagat, 1985)
- Саги про сім душ (Seittemän siulan saagat, 1986)
- Саги очевидців (Selvänäkijäin saagat, 1990)
- Yhtäkoska. Yliperän kielen sanakirja (1999)
- Саги про золотий колодязь (Kultaisen kaivon saagat, 2000)
- Kenkähullun matka, роман (2005)

## Нагороди
- Премія Й. Х. Ерко 1958[13]
- Окружна письменницька медаль[14]
- Почесний член клубу оповідачів Лапландії 2012[9]
- Культурна премія Kolar 2015[15]

## Джерело
- Об авторах // Совремеменная финская новелла. — М.: Художественная литература, 1985. — 591 с. — С. 583-584 (рос.)